# SheBelieves Cup 2022
Navigation
Édition précédente Édition suivante
La SheBelieves Cup 2022  est la septième édition de la SheBelieves Cup, un tournoi de football féminin sur invitation qui se déroule aux États-Unis.
Rassemblant la Tchéquie, l'Islande, la Nouvelle-Zélande et les États-Unis, il a lieu du 17 au 23 février 2022. Les rencontres se déroulent au Dignity Health Sports Park de Carson et au Toyota Stadium de Frisco.

## Équipes
| Équipe           | Classement FIFA (décembre 2021) |
| ---------------- | ------------------------------- |
| États-Unis       | 1                               |
| Islande          | 16                              |
| Nouvelle-Zélande | 22                              |
| Tchéquie         | 24                              |

## Format
Les quatre équipes invitées jouent un tournoi sous le format d'une poule unique. Les points gagnés dans cette poule suivent la formule standard de trois points pour une victoire, un point pour un match nul et zéro point pour une défaite. Les équipes à égalité de points seraient départagée par la différence de buts.

## Classement final
| Rang | Équipe           | Pts | J | G | N | P | Bp | Bc | Diff |
| ---- | ---------------- | --- | - | - | - | - | -- | -- | ---- |
| 1    | États-Unis       | 7   | 3 | 2 | 1 | 0 | 10 | 0  | +10  |
| 2    | Islande          | 6   | 3 | 2 | 0 | 1 | 3  | 6  | -3   |
| 3    | Tchéquie         | 2   | 3 | 0 | 2 | 1 | 1  | 2  | -1   |
| 4    | Nouvelle-Zélande | 1   | 3 | 0 | 1 | 2 | 0  | 6  | -6   |

## Résultats
| 17 février 2022 | Islande | 1 - 0 | Nouvelle-Zélande | Dignity Health Sports Park, Carson, Californie |                                                |
| 20:00 ET        |         | (–)   |                  | Spectateurs : 2 078 Arbitrage : Katja Koroleva | Spectateurs : 2 078 Arbitrage : Katja Koroleva |

| 17 février 2022 | Tchéquie | 0 – 0 | États-Unis | Dignity Health Sports Park, Carson, Californie  |                                                 |
| 23:00 ET        |          | (–)   |            | Spectateurs : 7 333 Arbitrage : Laura Fortunato | Spectateurs : 7 333 Arbitrage : Laura Fortunato |

| 20 février 2022 | États-Unis | 5 – 0 | Nouvelle-Zélande | Dignity Health Sports Park, Carson, Californie  |                                                 |
| 15:00 ET        |            | (–)   |                  | Spectateurs : 16 587 Arbitrage : Maria Carvajal | Spectateurs : 16 587 Arbitrage : Maria Carvajal |

| 20 février 2022 | Tchéquie | 1 – 2   | Islande | Dignity Health Sports Park, Carson, Californie |                                               |
| 18:00 ET        |          | (0 – 2) |         | Spectateurs : 3 577 Arbitrage : Natalie Simon  | Spectateurs : 3 577 Arbitrage : Natalie Simon |

| 23 février 2022 | Nouvelle-Zélande | 0–0 | Tchéquie | Toyota Stadium, Frisco, Texas                   |                                                 |
| 18:00 ET        |                  |     |          | Spectateurs : 1 359 Arbitrage : Danielle Chesky | Spectateurs : 1 359 Arbitrage : Danielle Chesky |

| 23 février 2022 | États-Unis | 5–0   | Islande | Toyota Stadium, Frisco, Texas                       |                                                     |
| 21:00 ET        |            | (2–0) |         | Spectateurs : 7 444 Arbitrage : Edina Alves Batista | Spectateurs : 7 444 Arbitrage : Edina Alves Batista |